# モンサルヴィ
モンサルヴィ （Montsalvy）は、フランス、オーヴェルニュ＝ローヌ＝アルプ地域圏、カンタル県のコミューン。

## 歴史
モンサルヴィは1070年頃、治外法権区域（fr）を備えた修道院として、ミヨーおよびロデーズの子爵ベランジェール・ド・ミヨーによって創建された。
ヴェナゼ地方（fr）のかつての中心地であり、現在は小郡庁所在地となっている。

## 人口統計
| 1962年 | 1968年 | 1975年 | 1982年 | 1990年 | 1999年 | 2006年 | 2011年 |
| ------ | ------ | ------ | ------ | ------ | ------ | ------ | ------ |
| 821    | 947    | 1100   | 927    | 970    | 896    | 892    | 876    |

参照元:1999年までEHESS、2004年以降INSEE

## ゆかりの人物
- ピエール・ブノア - 小説家。モンサルヴィをモデルとして"Montsalvat"という作品を書いた。